# Tenedos quinquangulatus
Tenedos quinquangulatus is een spinnensoort in de taxonomische indeling van de mierenjagers (Zodariidae).
Het dier behoort tot het geslacht Tenedos. De wetenschappelijke naam van de soort werd voor het eerst geldig gepubliceerd in 2002 door Rudy Jocqué & Léon Baert.